# Majo Minarai wo Sagashite
Majo Minarai wo Sagashite (魔女見習いをさがして?   lit. «Buscando una aprendiz de bruja»), conocida en España como "Buscando a la mágica Doremi", es un largometraje animado sobre la mayoría de edad producida por Toei Animation basada en la serie de anime Mahō shōjo Ojamajo Doremi, que se emitió de 1999 a 2005. Lanzada para el 20 aniversario de la franquicia, la película está dirigida por Haruka Kamatani y Junichi Sato. Los eventos de la película se desarrollan en el Japón moderno y la estrella Aoi Morikawa, Rena Matsui y la miembro de Momoiro Clover Z, Kanako Momota, interpretan los papeles de tres mujeres de diferentes orígenes que crecieron viendo Ojamajo Doremi. La película se proyectó por primera vez en el 33° Festival Internacional de Cine de Tokio el 3 de noviembre de 2020 antes de ser lanzada al público en general el 13 de noviembre de 2020.
La planificación de la película comenzó en septiembre de 2016, y el proyecto cinematográfico se anunció formalmente en marzo de 2019. Con el objetivo de una audiencia femenina adulta y no necesariamente a los seguidores de la serie, Toei Animation decidió enfocarse en las diversas luchas comunes que enfrentan las mujeres japonesas en su vida diaria, y cada personaje principal representa a una generación en particular. Tras su lanzamiento, Majo Minarai wo Sagashite fue elogiado por sus temas de redescubrir las alegrías de la vida desde la edad adulta hasta la infancia. La película ganó el premio a la Mejor Película de Animación en la 75° certamen de los Premios de cine de Mainichi.

## Trama

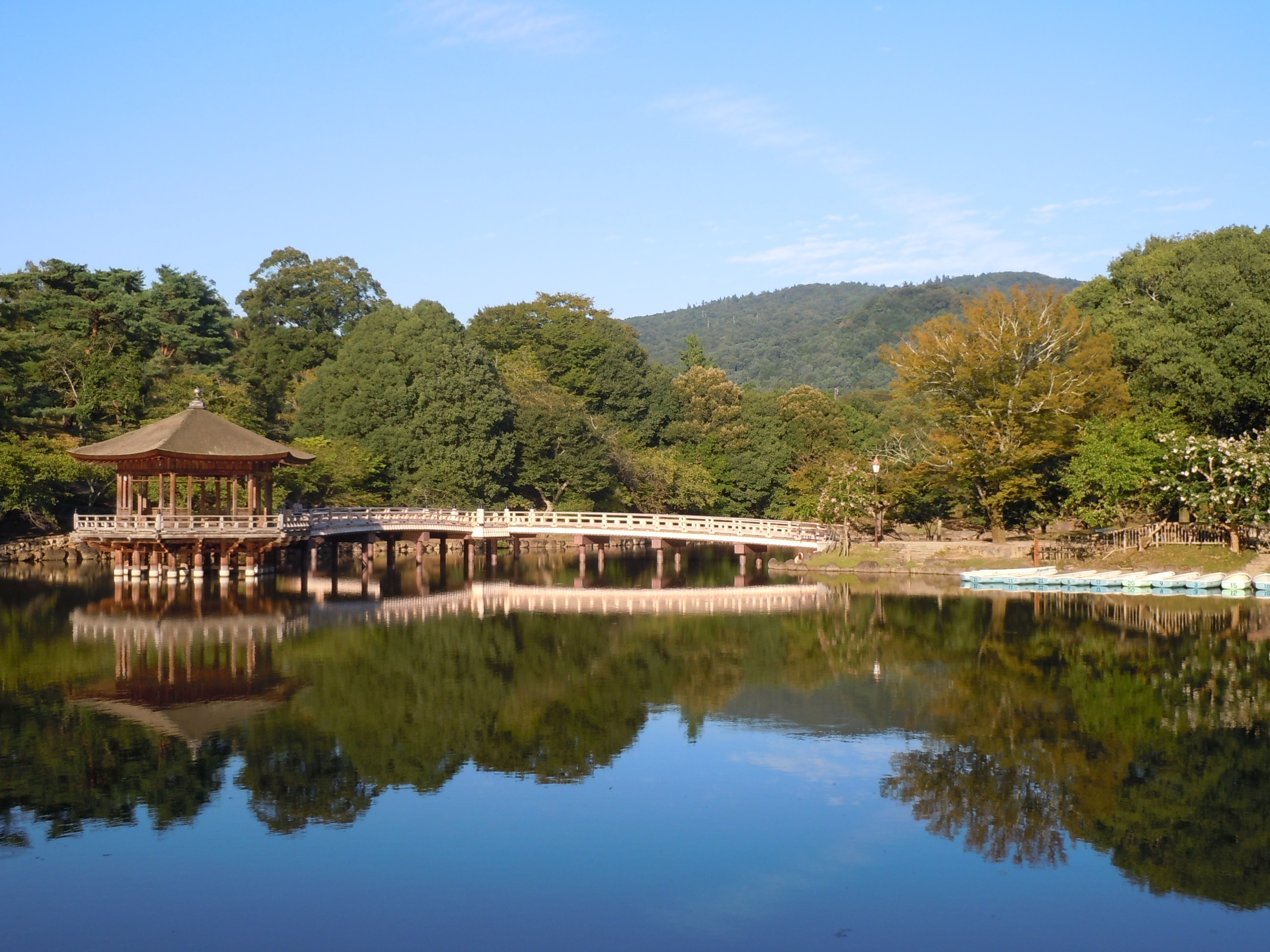
El Parque Nara es uno de los lugares que visitan Sora, Mire, Reika y Omiya en el último tercio de Majo Minarai wo Sagashite, ya que el lugar apareció en el episodio 11 de "Ojamajo Doremi Dokkān!"

La película se centra en tres mujeres que crecieron viendo a Ojamajo Doremi en su infancia: Sora Nagase, una estudiante universitaria de 22 años cuyos padres la presionan para que se convierta en maestra; Mire Yoshizuki, una oficinista de 27 años con orientación profesional que regresa del extranjero; y Reika Kawatani, una freeter de 20 años de edad. Sora está preocupada por Yūji Makita, una estudiante de la escuela de educación especial en la que realiza prácticas; a pesar de tener el trabajo de sus sueños, Mire frecuentemente tiene conflictos con su gerente, Miyao; y el novio de Reika, Seiya Kubo, sigue robando sus ahorros para la universidad. : 5  Un día, Sora siente curiosidad cuando escucha rumores sobre un edificio de estilo occidental ubicado en Kamakura que sirvió de base para MAHODO, una tienda de magia que aparece en Ojamajo Doremi. Cuando la visita, conoce a Mire y Reika, quienes exploran el edificio con ella. Esa noche, las mujeres se unen por haber visto a Ojamajo Doremi cuando eran más jóvenes y los juguetes de cuentas mágicas del programa. Las mujeres regresan a casa, pero se mantienen en contacto. : 5 
A medida que su vida diaria se vuelve estresante, Sora invita a Mire y Reika a visitar la prefectura de Aichi para la Golden Week. : 6  Allí, las mujeres hacen turismo en Takayama, el lugar donde se desarrolla la película Ojamajo Doremi: El secreto de la piedra de la rana. : 6  Por la noche, mientras habla de las preocupaciones de su vida diaria, Reika les confía que su padre se fue después de que sus padres se divorciaron cuando ella estaba en la escuela secundaria, y su madre murió dos años después. : 6  Al escuchar esto, Mire sugiere que Reika pida un deseo en su cuenta mágica para reunirse con su padre. : 7  En el tercer día de su viaje, mientras los tres están en un hospital, Reika ve a su padre con una nueva familia propia y él finge que no la conoce.: 7  Ella se enoja con Mire y regresa sola a Onomichi. : 7  Esa noche, Mire se queda en la casa de Sora y reflexiona sobre sus acciones después de ver el episodio 19 de Ojamajo Doremi Sharp, donde Doremi y Hazuki se pelean. : 6  Luego va personalmente a Onomichi para disculparse y se las arregla para encontrar el apartamento de Reika a través de la okonomiyaki que trabaja. : 7  Al encontrar a Reika, Mire la salva de Seiya cuando la extorsiona por dinero. Los dos restauran su amistad cuando Reika revela que su padre le dio su cuenta mágica. : 7 
Cansada de que la traten mal en su trabajo, Mire decide renunciar y luego se entera de que su compañero de trabajo, Hayato Yabe, siente algo por ella. : 9  Mientras tanto, Sora se las arregla para ayudar a Yuji con éxito y se anima a estudiar para sus exámenes de enseñanza. En verano, las tres mujeres se van de viaje a Nara y Kioto, donde dos episodios de Ojamajo Doremi Dokkān! tiene lugar.[cita requerida] Mientras están en el tren, las mujeres se hacen amigas de Ryuichi Omiya, un estudiante universitario, y después de notar que tiene un llavero de Onpu, descubren que también es fanático de Ojamajo Doremi y él acompaña su viaje como su guía. : 8  Sora se enamora de Omiya y le confiesa durante su último día en Kioto, pero él la rechaza. A pesar de esto, por la noche, las tres mujeres se dan cuenta de la importancia de seguir adelante, lo que han entendido desde que se reconectaron con Ojamajo Doremi. Juntos, los tres piden un deseo a sus cuentas mágicas, lanzando sin darse cuenta Magical Stage, y llegan a la conclusión de que tienen magia en sí mismos.
Tres meses después de su viaje, Sora, Mire y Reika alquilan el edificio en Kamakura para abrirlo bajo el nombre de Café MAHODO como la culminación de todos sus sueños combinados. Ven una silueta corriendo por los pasillos en el proceso, y después de perseguirlos, encuentran a Doremi, Hazuki, Aiko, Onpu, Momoko y Pop.

## Reparto
- Aoi Morikawa como Sora Nagase (長瀬ソラ?), una estudiante universitaria de 22 años de la prefectura de Aichi en su cuarto año que vio la transmisión original de Ojamajo Doremi Dokkān! de pequeña.[2] : 15 [4]
- Rena Matsui como Mire Yoshizuki (吉月ミレ?), una oficinista de Tokio de 27 años de edad que creció en el extranjero y vio por primera vez Ojamajo Doremi en DVD.[2] : 19 [4]
- Kanako Momota como Reika Kawatani (川谷レイカ?), una freeter de 20 años de Hiroshima que vio las repeticiones de Ojamajo Doremi;[4] mientras ella estaba en la escuela secundaria, su padre dejó a su familia después del divorcio de sus padres y su madre murió dos años después.[1][2] : 23
- Shohei Miura como Ryuichi Omiya (大宮竜一?) , un estudiante universitario de cuarto año que conoce a las tres mujeres durante su viaje por carretera y es fanático de Ojamajo Doremi,[5] particularmente de Onpu.[6] Miura describió a Omiya como un chico "puro" con un lado "ligeramente torpe".[7]
- Akira Ishida como Hayato Yabe (矢部隼人?), compañero de trabajo de Mire que es un año menor que ella y está enamorado de ella.[2] : 30–31 [5] Ha trabajado con ella durante dos años.[2] : 30–31  Ishida describió a Yabe como un personaje "lindo" y "cachorro" que persigue a Mire y lo retrató como alguien que está "haciendo todo lo posible para vivir en el mundo real" mientras trata de protegerla.[7]
- Kenta Hamano como Seiya Kubo (久保聖也?) , el novio de Reika que sueña con ser un músico profesional y roba los fondos de la universidad de Reika para jugar pachinko.[2] : 30–31 [1][5] Hamano se sorprendió al enterarse del personaje de Seiya, pero inicialmente lo describió como una persona que no es realmente mala, y tiene un encanto que dificulta que Reika lo aleje.[7]
- Chiemi Chiba como Doremi Harukaze (春風どれみ?), un personaje de Ojamajo Doremi;[8] Chiba también hace un cameo como una de las hermanas en el parque.[2] : 30–31
- Tomoko Akiya como Hazuki Fujiwara (藤原はづき?), un personaje de Ojamajo Doremi[8] Akiya también hace un cameo como una de las hermanas en Hida-Takayama.[2] : 30–31
- Yuki Matsuoka como Aiko Seno (妹尾あいこ?), un personaje de Ojamajo Doremi;[8] Matsuoka también hace un cameo como una de las hermanas en Hida-Takayama.[2] : 30–31
- Rumi Shishido como Onpu Segawa (瀬川おんぷ?), un personaje de Ojamajo Doremi;[8] Shishido también hace un cameo como uno de los clientes de Reika.[2] : 30–31
- Nami Miyahara como Momoko Asuka (飛鳥ももこ?), un personaje de Ojamajo Doremi;[8] Miyahara también hace un cameo interpretando a un niño Hida-Takayama.[2] : 30–31
- Sawa Ishige como Pop Harukaze (春風ぽっぷ?), un personaje de Ojamajo Doremi;[8] Ishige también hace un cameo como una de las hermanas en el parque.[2] : 30–31
- Hyosei como Yūji Makita (牧田祐司?), un estudiante de una escuela de educación especial donde Sora hace prácticas; Hyosei proporcionó la voz a Tetsuya Kotake en Ojamajo Doremi.[2] : 30–31
- Nobuaki Kanemitsu como Miyao (宮尾課長 Miyao-kachō?), el gerente de sección del departamento de Mire; Kanemitsu proporcionó la voz a Oyajiede en Ojamajo Doremi.[2] : 30–31
- Mayumi Shintani como propietaria de la tienda de okonomiyaki.[2] : 30–31
- Junichi Suwabe como Tetsuji Tamaki (玉木哲司?) , padre de Reika.[2] : 30–31
- Yuka Tokumitsu como la esposa de Tamaki; Tokumitsu proporcionó la voz a Dodo en Ojamajo Doremi.[2] : 30–31
- Haruka Shiraishi como la hija de Tamaki.[2] : 30–31
- Atsugiri Jason como Ezekiel (エゼキエル?), socio comercial de Mire.[9]
- K Dub Shine como representante, socio comercial de Mire.[9]

Chiemi Chiba, Tomoko Akiya, Yuki Matsuoka, Rumi Shishido, Nami Miyahara y Sawa Ishige repiten sus papeles y también aparecen en varios papeles menores a lo largo de la película. Otros actores de voz que tuvieron papeles recurrentes en Ojamajo Doremi, incluidos Hyosei, Ai Nagano, Megumi Takamura, Nobuaki Kanemitsu, Yuka Tokumitsu, Kenji Nomura, Nanaho Katsuragi, Kyousei Tsukui, Chihiro Sakurai, Kinoko Yamada y Yūta Mochizuki también hacen cameos de voz. : 30–31 

## Producción

### Desarrollo
El proyecto de la película se anunció por primera vez en AnimeJapan 2019 el 23 de marzo de 2019 para celebrar el vigésimo aniversario de la franquicia. El 29 de octubre de 2019, el equipo de producción reveló en el 32° Festival Internacional de Cine de Tokio que la película se titularía Majo Minarai wo Sagashite y los detalles de la historia, además de anunciar que los miembros del personal que trabajaron en Ojamajo Doremi regresarían para el proyecto, incluido el director Junichi Sato, el guionista Takashi Yamada (acreditado con el seudónimo de Midori Kuriyama), : 134  Yoshihiko Umakoshi y la productora Hiromi Seki. La escritora de Pretty Cure, Haruka Kamatani, también fue anunciada como codirectora de la película.
Sato y Seki comenzaron a planificar el proyecto cinematográfico alrededor de septiembre de 2016. : 129  Sato inicialmente iba a tener la película centrada en Doremi y los otros personajes principales del anime original como adultos, con un "milagro" sucediendo a través de una paradoja del tiempo. Después de presentarle la idea a Umakoshi, Umakoshi sugirió centrarse en un atractivo de edad más amplio; expresó su preocupación de que dado que Doremi y sus compañeros de clase tenían la misma edad, esto alejaría a los espectadores que no se relacionarían con los personajes debido a que no estaban en el mismo rango de edad. De manera similar, Yamada, quien también escribió la serie de novelas ligeras Ojamajo Doremi 16, elaboró que una idea anterior para la película sería sobre una Doremi de 20 años tratando de desenterrar una cápsula del tiempo que ella y sus amigos enterraron durante la ceremonia de graduación de la escuela primaria, solo para descubrir que falta, comenzando una búsqueda de lo que sucedió el día que desapareció. : 134  Dijo que si bien la historia habría atraído a los fanáticos de Ojamajo Doremi, no habría atraído a una audiencia general. : 134  Luego, Seki investigó las preocupaciones que las mujeres de 20 años tendrían sobre su vida diaria para encontrar puntos en común. : 129  Después de acordar enfocarse en una audiencia general en lugar de solo los fanáticos de Ojamajo Doremi, el personal creó a Sora, Mire y Reika como los personajes principales con diferentes edades para mostrar sus diferencias generacionales. : 129, 134  Aproximadamente 100 mujeres y hombres participaron en la encuesta y los resultados se entregaron a Yamada. : 129 
Yamada declaró que Sora, Mire y Reika no se basaban en nadie, y que cada personaje tomaba prestados rasgos de los personajes principales de Ojamajo Doremi: Sora usaba lentes como Hazuki y tenía la personalidad de "maestra" de Doremi; Mire tenía la personalidad franca de Onpu y también regresaba como Momoko; y Reika tenía la personalidad responsable de Aiko, el rostro de Hana y una tendencia a enamorarse de hombres terribles como Doremi. : 134  En comparación con el entorno adecuado para niños de Ojamajo Doremi, Majo Minarai wo Sagashite contenía ocho escenas en las que los personajes bebían alcohol en un bar en lugar de café, en un café. Seki notó que el escenario se sentía natural ya que los personajes eran adultos, especialmente Mire, quien a menudo está estresada con su trabajo. A Seki también se le ocurrió la idea de que el apartamento de Mire estará desordenado.
Para Ojamajo Doremi, en lugar de usar fondos "claros y lindos" que se esperaban para los programas de televisión para niños, Sato optó por usar "tonos más pesados" de color para crear un "sabor más maduro" que "traería más profundidad al mundo". Majo Minarai wo Sagashite mantuvo el mismo esquema artístico de no ser demasiado oscuro o demasiado claro. El equipo de arte también trató de mantener el equilibrio entre los fondos "pintorescos" y el realismo, pero debido a que Majo Minarai wo Sagashite está ambientado en el mundo real y en un escenario separado de Ojamajo Doremi, la película se apoyó más en el realismo. Además, Sato reveló que el motivo del diente de león presente en Ojamajo Doremi y Majo Minarai wo Sagashite era un guiño a Yume no Crayon Oukoku, en el que Sato, Kuriyama y Seki habían trabajado antes de Ojamajo Doremi, ya que el espectáculo había terminado con una pieza de pelusa volando en el cielo.
El trabajo de voz para la película concluyó en septiembre de 2020. Las seis actrices de voz originales de Ojamajo Doremi asistieron al último día de grabación para grabar sus líneas para la escena final después de que Morikawa, Matsui y Momota grabaron las suyas. Durante ese tiempo, Nami Miyahara entrenó a Rena Matsui con sus líneas en inglés, ya que se describió que su personaje, Mire, era del extranjero. El 1 de octubre de 2020, se llevó a cabo un evento promocional en Marunouchi Toei anunciando que la producción de la película había concluido.

### Elenco
En febrero de 2020, Toei anunció que el elenco principal estaba formado por Aoi Morikawa como Sora Nagase, Rena Matsui como Mire Yoshizuki y el miembro de Momoiro Clover Z Kanako Momota como Reika Kawatani. Se anunciaron miembros adicionales del elenco en marzo de 2020, que consisten en Shohei Miura como Ryuichi Omiya, Akira Ishida como Hayato Yabe y Kenta Hamano como Seiya Kubo, quienes interpretan a tres personajes masculinos involucrados en la vida de los personajes principales.
Para el elenco principal, el personal de producción decidió elegir actores y actrices que habían crecido viendo Ojamajo Doremi. Morikawa llamó la atención del personal después de publicar sobre el anuncio del proyecto cinematográfico en las redes sociales. Hiromi Seki había enviado personalmente una carta a Morikawa después de verla actuar en la adaptación dramática de televisión de acción en vivo de Kakafukaka y imaginó que Sora sería como el personaje que interpretó. : 15  Asimismo, Miura, quien también había visto a Ojamajo Doremi cuando era joven, mencionó el anuncio de la película en las redes sociales y su programa de radio, luego de lo cual escuchó más tarde que había recibido una oferta. Dijo que, al igual que su personaje Ryuichi Omiya, Onpu era su personaje favorito de la serie, que Seki confirmó que era una coincidencia. : 139 
Como Morikawa no tenía experiencia previa en la actuación de voz, Sato y Kamatani le proporcionaron ejemplos y técnicas sobre cómo transmitir emociones a través de su voz. : 16  : 33  Asimismo, Matsui visitó una de las sesiones de grabación de Akira Ishida para observar cómo actuar con la voz. : 4  Momota, por otro lado, tenía experiencia en la actuación de voz, pero afirmó que todavía enfrentaba dificultades, ya que era la primera vez que grababa líneas en un entorno grupal. : 2 
Además del elenco de la película, Chiemi Chiba, Tomoko Akiya, Yuki Matsuoka, Rumi Shishido, Nami Miyahara y Sawa Ishige repiten sus papeles como Doremi Harukaze, Hazuki Fujiwara, Aiko Seno, Onpu Segawa, Momoko Asuka y Pop Harukaze respectivamente. Las actrices de voz también aparecieron en varios papeles menores a lo largo de la película. : 30–31  Otros actores de voz que tuvieron papeles recurrentes en Ojamajo Doremi, incluidos Hyosei, Ai Nagano, Megumi Takamura, Nobuaki Kanemitsu, Yuka Tokumitsu, Kenji Nomura, Nanaho Katsuragi, Kyousei Tsukui, Chihiro Sakurai, Kinoko Yamada y Yūta Mochizuki también hacen cameos. : 30–31  La personalidad de los medios Atsugiri Jason y el rapero K Dub Shine hacen un cameo como socios comerciales de Mire.

### Banda sonora
La banda sonora original fue producida por Keiichi Oku y fue lanzada el 23 de diciembre de 2020 bajo el nombre «Majo Minarai wo Sagashite: Music Collection».  Se ubicó en el puesto 86 en la lista de álbumes semanales de Oricon en su primera semana de lanzamiento. El tema de apertura de la película es un remix del tema de apertura de la primera temporada de Ojamajo Doremi "Ojamajo Carnival!!". Seki le había pedido a Keiichi Oku que remezclara la canción con una nueva melodía que encajaría en un drama. : 139 El tema final es una versión de "Owaranai Monogatari" de Rumi Shishido actuando como Onpu Segawa.
1. ↑  Majo Minarai o Sagashite Music Collection ( 映画『魔女見習いをさがして』ミュージック・コレクション  lit. Colección de música de la película "Buscando una aprendiz de bruja"?)

## Lanzamiento y marketing
Majo Minarai wo Sagashite estaba originalmente programado para su lanzamiento el 15 de mayo de 2020, pero en marzo de 2020, se pospuso debido a la pandemia de COVID-19 hasta el cuarto trimestre de 2020. Luego se proyectó en el 33° Festival Internacional de Cine de Tokio el 3 de noviembre de 2020, y se estrenó a nivel nacional en Japón el 13 de noviembre de 2020. Majo Minarai wo Sagashite abrió en el #4 y recaudó un total acumulado de ¥74.061.680 en su primer fin de semana. Para su cuarto fin de semana, recaudó un total acumulado de ¥245.957.520.
Para promover la película, Majo Minarai wo Sagashite colaboró con varias marcas de moda y personajes, como The Kiss, Ichiban Kuji, Sanrio, y Earth Music & Ecology. Las entradas anticipadas para la película se vendieron con Kit Kats con empaque promocional a partir del 18 de septiembre de 2020. De acuerdo con los temas de la película, Majo Minarai wo Sagashite también se utilizó para promover la base de datos sobre la promoción de la participación y el avance de las mujeres en el lugar de trabajo, una base de datos de empleos del gobierno dirigida a mujeres japonesas. El póster de la película teatral de Majo Minarai wo Sagashite también apareció en el episodio 16 de Healin 'Good Pretty Cure, otra serie de chicas mágicas de Toei Animation.

## Recepción
Richard Eisenbeis de Anime News Network revisó la película de manera favorable, afirmando que la película presenta un mensaje identificable y no se basa en el conocimiento previo de Ojamajo Doremi. Escribiendo para Cinema Today, Hibiki Kurei le dio a la película 4 de 5 estrellas, describiendo la película como una representación de "amistad otaku " dirigida a los adultos y alabándola por tocar la dureza de la vida cotidiana. Kei Onodera de Real Sound elogió la película por su fuerte desarrollo de personajes y el análisis de la pérdida de los ideales de la infancia después de llegar a la edad adulta, y comentó que la inclusión de Haruka Kamatani fue una elección positiva en el desarrollo de una película que atrae a mujeres más jóvenes que la audiencia original de Ojamajo Doremi. El departamento editorial de Natalie enumeró reseñas de celebridades como Rio Uchida, Yudai Chiba, Emi Oomatsu, Kemio, el artista de manga Tsuzui y Meru Nukumi, quienes expresaron nostalgia por Ojamajo Doremi y afirmaron que, como los personajes principales de la película, pudieron recordar la importancia de la "magia" en sus vidas. Majo Minarai wo Sagashite ganó el premio a la Mejor Película de Animación en los 75° certamen de los Premios de cine de Mainichi.